# Rollstuhlcurling bei den Winter-Paralympics
Rollstuhlcurling wurde erstmals bei den Winter-Paralympics 2006 in Turin ausgetragen. Die Wettbewerbe finden als Mixed Team Wettbewerb statt.

## Liste der erfolgreichen Nationen
| Spiele           | Gold                | Silber                 | Bronze                 |
| ---------------- | ------------------- | ---------------------- | ---------------------- |
| 2006 Turin       | Kanada              | Vereinigtes Königreich | Schweden               |
| 2010 Vancouver   | Kanada              | Südkorea               | Schweden               |
| 2014 Sotschi     | Kanada              | Russland               | Vereinigtes Königreich |
| 2018 Pyeongchang | Volksrepublik China | Norwegen               | Kanada                 |
| 2022 Peking      | Volksrepublik China | Schweden               | Kanada                 |

### Medaillenspiegel
| Platz | Land                   | Gold | Silber | Bronze | Gesamt |
| ----- | ---------------------- | ---- | ------ | ------ | ------ |
| 1.    | Kanada                 | 3    | 0      | 2      | 5      |
| 2.    | Volksrepublik China    | 2    | 0      | 0      | 2      |
| 3.    | Schweden               | 0    | 1      | 2      | 3      |
| 4.    | Vereinigtes Königreich | 0    | 1      | 1      | 2      |
| 5.    | Südkorea               | 0    | 1      | 0      | 1      |
| 5.    | Russland               | 0    | 1      | 0      | 1      |
| 5.    | Norwegen               | 0    | 1      | 0      | 1      |